# Marie den Rige af Burgund
Marie af Bourgogne (13. februar 1457 – 27. marts 1482) var hertuginde af Bourgogne, Brabant, Gelderland, Limburg, Lothier og Luxemburg, pfalzgrevinde, markgrevinde af Namur, fyrstinde af Artonis, Charolais, Flandern, Hainault, Holland, Zeeland og Zutphen. 
Marie var eneste barn af Karl den Dristige, hertug af Burgund og prinsesse Isabella af Bourbon og blev særdeles velstående ved sin faders pludselige død i januar 1477.
Den 18. august 1477 giftede Marie sig med ærkehertug Maximilian af Østrig og blev ærkehertuginde af Østrig. Han blev senere tysk-romersk kejser som Maximilian 1.. 
Marie døde efter et fald fra hesten i marts 1482, inden Maximilian af kurfyrsterne blev kåret til kejser.